# Chalchiutotolin

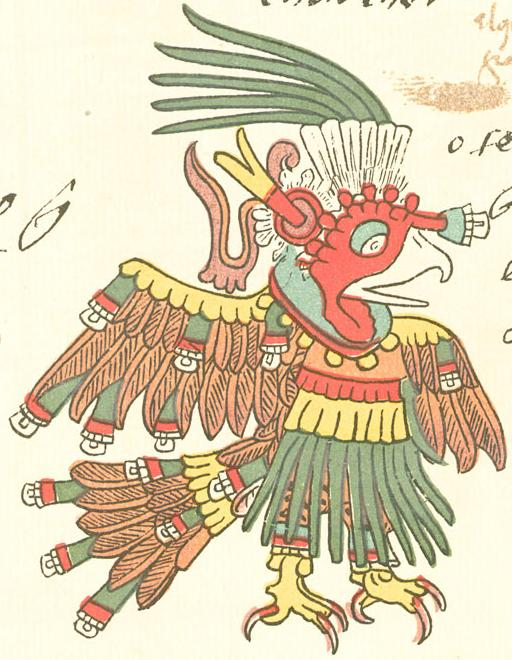
Chalchiuhtotolin.

Chalchiutotolin, (nahuatl: Precioso Pavão Noturno) é o deus asteca da pestilência, do mistério, das doenças e pragas. Provavelmente uma das formas de Tezcatlipoca.